# 久保之英
久保 之英（くぼ ゆきひで、享保15年（1730年） - ?）は、江戸時代後期の薩摩藩城下士。通称は七兵衛。諱は之英。本姓は紀氏。著作に「久保七兵衛紀之英」と本姓と諱を含めて署名しているためか、「久保紀之」「久保紀之英」と表記している図書があるが誤りである。示現流の高弟であり、示現流の術技と歴代宗家高弟の事績を記した「示現流聞書喫緊録」等、著作多数。家格小番。宝暦6年（1756年）の久保七兵衛家の石高は84石。「三州御治世要覧 巻37」によると東郷実昉や大山貞政の親族と思われる大山後角右衛門、山本権兵衛の親族である山本五郎左衛門、奈良原喜左衛門先祖の奈良原助左衛門と同じ4番与小番に所属。

## 出自について
家祖久保行久は、島津義久軍談役。その子、久保行経は朝鮮牧史城攻めで戦死。養子で且つ実弟の久保行政は島津忠恒の養育者。その子、久保之盛は七兵衛尉を称し、朝鮮出兵や関ヶ原の戦いに参加。之盛の子、久保之昌（平内左衛門）は島津光久の儒学者。
之昌の後は、之昭、之春、之直と続き、之英は9代目にあたる。
代々示現流を学んでいたようであり、之英も東郷実昉に入門したり東郷位照に段位を授かったりしているが、東郷家の不振のためか、実際には薬丸家に学んでいたようである。

## 年譜
- 寛延2年；島津重年の参勤交代に同行[5]。
- 宝暦5年（1755年）の島津重豪の襲封し、藩主が幼年のため、翌年薩摩藩にきた国目付の京極高主らに提出された「嶋津家分限帳」（宝暦6年10月改め）では「京都留守役、久保七兵衛、84石、外蔵米75俵」とある。この「久保七兵衛」が之英なのか、その父の之直なのかは、具体的に説明した資料がないので不明。ちなみに「蔵米75俵」は『薩藩政要録』によると妻子養老米とある[6]
- 天明元年（1781年）に「示現流聞書喫緊録」を完成させる。
- 天明5年9月27日；『見聞秘記』完成
- 寛政元年4月8日；『御家法純粋』が全て完成。
- 寛政年間に「示現流聞書喫緊録附録系図」完成。この書には高弟たちの系譜も記されており、示現流の系譜を知る上で大変貴重なものである。

## 人物
専ら儒学を学び不求聞達の器量であったと、長男の久保之正はいう。園田成苗（与藤次）より兵学を、寺山太次右衛門より敷島の道を学ぶ。また島津重豪の時代に確立した側近政治に批判的であったという。

## 家族
父
- 久保之直
  - 寛延3年4月10日；下人の助左衛門が江戸で死去。この時、江戸にいた可能性が高い[7]。
  - 島津吉貴から島津重年までの4代に仕える。糺明奉行を勤める。
  - 島津忠良の伊呂波歌を家訓として平時、懐に自記したものを持ち、これを之英、之正の2代に受け継がせる。
  - なお、「旧記雑録」の宝暦4年の記事や「後醍院氏正統系図」では「久保七兵衛之真」となっている。

兄弟姉妹
- 後醍院喜兵衛良音の妻[8]

子息
1. 久保之正（通称は平内左衛門で安永5年に徳田邕興とともに奄美大島遠島となる。のち許されて帰国。しかし文化11年に屋久島に遠島。のち種子島に移り、文政6年に種子島の花里村で死去[9]。）
2. 薬丸兼武（久保家にいた時の通称は七郎兵衛。天明8年9月15日に友人の薬丸兼富の養子となる。示現流から独立し如水伝を標榜する）